# Yan (piłkarz)
Yan, właśc. Yan Cleiton de Lima Razera (ur. 1 maja 1975 w Pinhalzinho) – brazylijski piłkarz, występujący podczas kariery na pozycji pomocnika.

## Kariera klubowa
Karierę piłkarską Yan zaczął w klubie CR Vasco da Gama w 1993 roku. W lidze brazylijskiej zadebiutował 5 września 1993 w wygranym 1–0 meczu z Clube Atlético Mineiro. Z Vasco dwukrotnie zdobył mistrzostwo stanu Rio de Janeiro – Campeonato Carioca w 1993 i 1994. W latach 1995–1996 był zawodnikiem SC Internacional. W latach 1996–1997 i 1999–2002 był zawodnikiem Fluminense Rio de Janeiro, z którym awansował do drugiej ligi. W latach 1997–1999 występował w Coritibie. Z Coritibą zdobył mistrzostwo stanu Parana – Campeonato Paranaense w 1999.
W kolejnych latach występował m.in. w Náutico Recife, CR Flamengo, Grêmio Porto Alegre czy Avaí FC, po czym wyjechał do Europy do portugalskiego FC Penafiel. W Grêmio 5 grudnia 2004 w przegranym 1–5 meczu z Santosem FC Yan rozegrał ostatni mecz w lidze brazylijskiej. W lidze brazylijskiej rozegrał 136 meczów i strzelił 11 bramek. Karierę Yan zakończył w prowincjonalnym klubie Votoraty w 2010.

## Kariera reprezentacyjna
Jedyny raz w reprezentacji Brazylii Yan wystąpił 22 lutego 1995 w wygranym 5–0 towarzyskim meczu z reprezentacją Słowacji.
W 1993 z reprezentacją U-20 Yan zdobył Mistrzostwo Świata U-20.